# Darío Figueroa
Darío Figueroa est un footballeur argentin né le 13 février 1978 à San Rafael (Mendoza).